# History (chanson de The Verve)
Pour les articles homonymes, voir History.
Singles de The Verve
On Your Own
(1995) Bitter Sweet Symphony
(1997)
Pistes de A Northern Soul
Drive You Home No Knock On My Door
History est une chanson du groupe de rock psychédélique anglais The Verve et est sortie le 18 septembre 1995 en tant que troisième single du second album studio du groupe, A Northern Soul. La chanson est arrivée 24e au UK Singles Chart, confirmant ainsi la popularité grandissante du groupe depuis le single This Is Music. Le single est sorti quelques semaines après la première séparation du groupe, et on peut lire sur la pochette du CD : "All farewells should be sudden" (Tous les adieux devraient être soudains). En 1998, la chanson fait partie du single Lucky Man qui se classe septième au Royaume-Uni.
En 1999, Tom Ewing du site musical Freaky Trigger classe 54e la chanson dans le top 100 des meilleures chansons anglaises des années 1990.

## Composition et paroles
L'intro de la chanson jouée par un orchestre de cordes est très similaire à l'intro de Mind Games de John Lennon. Ce fut la première chanson du groupe où l'on trouve ces arragements de cordes, ensuite assez utilisés pour l'album suivant, Urban Hymns. Les premiers vers de la chanson sont tirés des deux premières strophes du poème London de William Blake. La chanson est assez mélancolique, et le magazine musical Melody Maker l'a décrit comme "une épopée, balayée par le vent d'une symphonie de cordes, agitant incroyablement d'amers sentiments" . Il a été dit que la chanson a été écrite à propos de la séparation de Ashcroft avec sa petite amie, mais Ashcroft a nié.
Liam Gallagher du groupe Oasis a fourni les chœurs et les clappements de main.
Aucun clip vidéo n'a été tourné pour ce single, le groupe étant séparé lors de sa sortie. Ashcroft a donc réalisé une compilation de lives et d'autres clips pour faire une vidéo.

## Liste des titres
- Double CD  HUTDX59/HUTCD59

CD1
1. History (Album version) - 5:26
2. Grey Skies - 5:59
3. Life's Not A Rehearsal - 6:20

CD2
1. History (Radio edit) - 4:00
2. Back On My Feet Again - 4:48
3. On Your Own (Acoustique) - 6:39
4. Monkey Magic (Brainstorm Mix) - 5:01